# Centrum Wyszkolenia Saperów w Wielkiej Brytanii
Centrum Wyszkolenia Saperów (CWSap.) – ośrodek szkolenia żołnierzy zawodowych i rezerwy saperów Polskich Sił Zbrojnych.

## Geneza Centrum
W 1940 roku na terenie Szkocji powstało przy Zgrupowaniu Saperów w obozie WP w Crafford Biuro Badań Technicznych Saperów. W grudniu 1941 roku zostało utworzone Centrum Wyszkolenia Saperów w Dundee, a następnie do Irvine. Razem oficerów i 46 szeregowych. Ze względu na zmianę miejsca postoju jednostek I Korpusu centrum 18 kwietnia 1942 r. zostało przesunięte do Falkirk i North Qeensferry. Równocześnie Szkołę Gazową przeniesiono do Centrum Wyszkolenia Piechoty. Głównym zadaniem centrum, mając na uwadze jak najszybsze zorganizowanie polskiej dywizji pancernej, było przygotowanie saperów dla 1 Dywizji Pancernej. Szkolono również żołnierzy dla oddziałów saperskich 2 Korpusu, 1 Samodzielnej Brygady Spadochronowej, a także na potrzeby kraju.
W marcu 1943 r. na podstawie rozkazu szefa Sztabu Naczelnego Wodza została zorganizowana Sekcja Forteczna, której zadaniem było odtworzenie planów polskich fortyfikacji stałych sprzed 1939 r. oraz przygotowanie planów nowych umocnień. Jednocześnie Sekcja Forteczna zbierała wszelkiego rodzaju informacje o umocnieniach niemieckich i rozpracowywała metody ich zdobywania. Materiał ten był później wykorzystywany w wałkach na froncie zachodnim.
W związku z koniecznością uzupełnienia 1 Dywizji Pancernej, walczącej na kontynencie, oraz przygotowania kadr dla organizowanej dywizji piechoty nastąpiła reorganizacja Centrum Wyszkolenia Saperów. Miesiąc później Centrum Wyszkolenia Saperów zostało przeniesione z Falkirk do Irvine. Ze względu na planowaną rozbudowę Polskich Sił Zbrojnych na pierwsze miejsce w centrum wysunęła się reaktywowana 25 października 1944 r. Szkoła Podchorążych Saperów, której zadaniem było wyszkolenie nowych kadr kandydatów na oficerów. Początkowo kursantami byli żołnierze, którzy nie zostali przyjęci do niej w latach 1940-1941. Później najliczniejszą grupę podchorążych stanowili Polacy z armii niemieckiej. W sumie w latach 1940-1941 i 1944—1945 na czterech kursach szkoliło się około 200 żołnierzy. Również ważną funkcję spełniała Szkoła Motorowo-Mechaniczna, która powstała z kompanii szkolnej.
W latach 1944–1945 w Centrum przeszkolono 1230 żołnierzy, a łącznie z kursami organizowanymi przez kompanię szkolną 2753 żołnierzy. Natomiast kursy specjalistyczne (pionierskie, obsługi zmechanizowanego sprzętu saperskiego, obsługi mostów Baileya) prowadzone były w Oddziale Manewrowym. Jego podstawowym zadaniem było wyszkolenie saperów dla 4 Dywizji Piechoty oraz na uzupełnienie 1 Dywizji Pancernej, jak również dla innych jednostek I Korpusu. Przez Oddział Manewrowy przewinęło się około 2000 podoficerów i szeregowych.
Po reorganizacji Centrum Wyszkolenia Saperów w październiku 1944 r. utworzono dwa ośrodki szkolenia - oficerów i podoficerów. Kursy te były placówkami doskonalenia.

## Struktura organizacyjna Centrum
- Komenda
- Biuro Techniczne Saperów
- Komisja Regulaminowa Saperów
- Sekcja Studiów
- oficerska kompania zapasowa
- kompania szkolna Szkoła Gazowa
- lekki pluton warsztatowy
- pluton gospodarczy

Od 25 października centrum uzyskało nowy etat o następującym składzie:
- Komenda
- kompania dowodzenia
- Szkoła Podchorążych Saperów
- Szkoła Motorowo-Mechaniczna
- Ośrodek Szkolenia Oficerskiego
- Ośrodek Szkolenia Podoficerskiego
- Szkoła Łączności Saperów
- Oddział Manewrowy
- Park Saperski
- Ośrodek Zapasowy Saperów
- Sekcja Studiów
- Sekcja Forteczna

Stan etatowy wynosił 86 oficerów, 117 podoficerów i 311 szeregowych.

Od listopada 1944 r. do maja 1945 r. w szkole było na kursach:
- kierowców samochodowych
- mechaników samochodowych
- elektromechaników
- samochodowych
- gońców motocyklowych
- rzemieślników (ślusarze, spawacze, stolarze, kowale)
  - 6 kursów - 697 uczniów,
  - 2 kursy - 88 uczniów,
  - 2 kursy - 43 uczniów,
  - 6 kursów - 243 uczniów,
  - 4 kursy - 159 uczniów[1].

## Kadra i słuchacze
Kadra
- płk Ludwik Turulski (do 30 VI 1940 i 1942)